# Porta Westfalica
Porta Westfalica là một thị xã ở huyện Minden-Lübbecke, bang Nordrhein-Westfalen, nước Đức. Đô thị Porta Westfalica có diện tích 105 km². Từ ngày 18 tháng 3 năm 1944 đến ngày 1 tháng 4 năm 1945, một trại tập trung đã được lập ở Barkhausen. Từ ngày 1 tháng 1 năm 1945 cho đến ngày 1 tháng 4 năm 1945 một trại đã được sử dụng ở Hausberge. Ở Lerbeck cũng có một trại tập trung sử dụng từ ngày 1 tháng 10 năm 1944 đến ngày 1 tháng 4 năm 1945. Tại Neesen đã có khu vực lao động cưỡng bức. Tất cả các phân trại này đều thuộc trại tập trung Neuengamme.
Các đơn vị giáp ranh:
- Bad Oeynhausen
- Minden
- Bückeburg
- Rinteln
- Vlotho

Thị xã Porta Westfalica bao gồm 15 khu dân cư:
| - Hausberge (5,255 dân) - Lohfeld (1.487 dân) - Barkhausen (4.143 dân) - Neesen (2.455 dân) - Lerbeck (3.724 dân) - Nammen (2.398 dân) - Wülpke (664 dân) - Kleinenbremen (2.691 dân) | - Eisbergen (3.673 dân) - Veltheim (2.838 dân) - Möllbergen (1.706 dân) - Holtrup (1.089 dân) - Vennebeck (1.064 dân) - Costedt (494 dân) - Holzhausen (4.287 dân) |

### Đô thị kết nghĩa

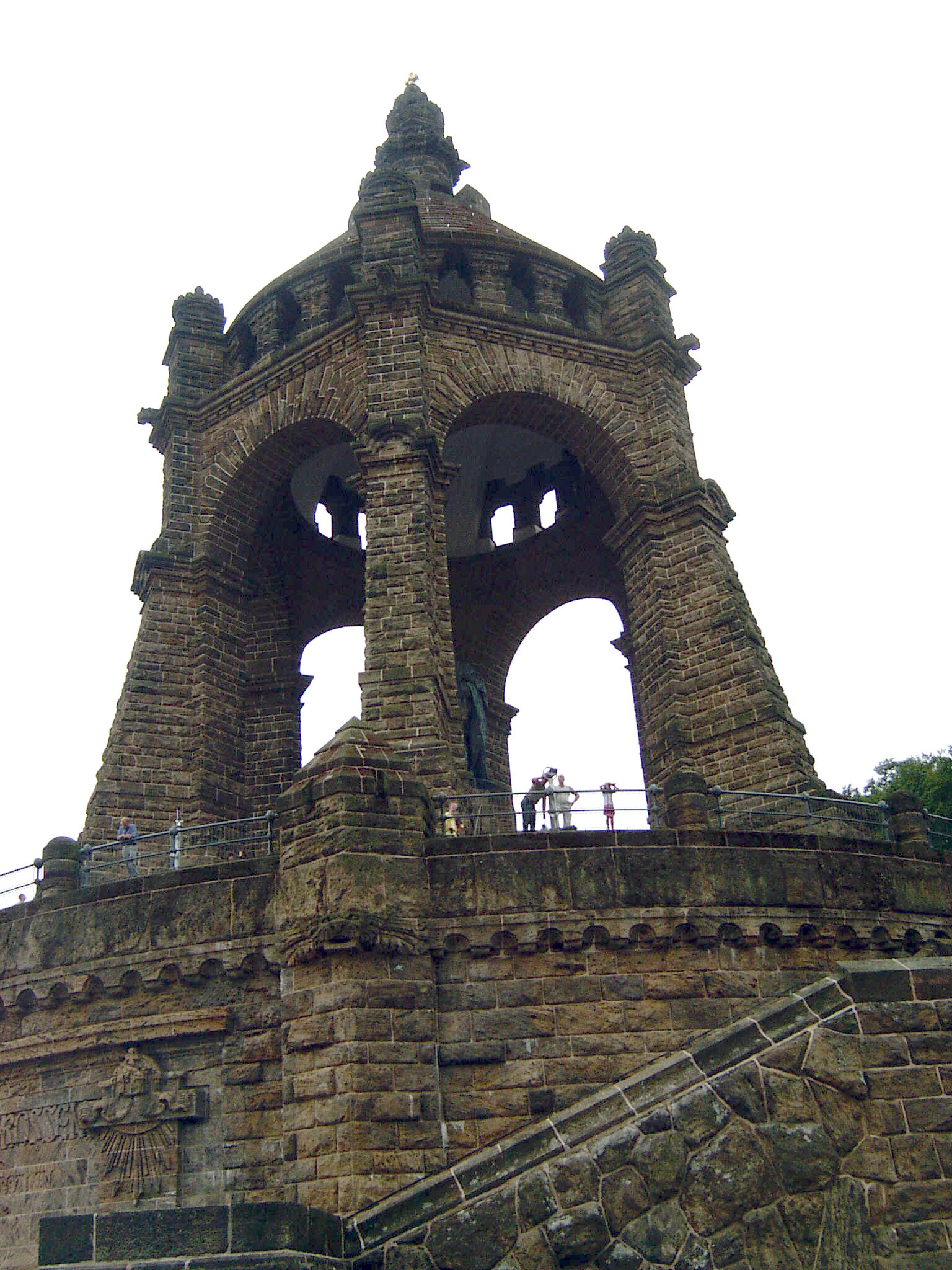
Tượng đài Kaiser Wilhelm I

- Hansestadt Demmin (Mecklenburg-Vorpommern, Đức)
- Waterloo, Illinois (Hoa Kỳ)
- Berlin-Kreuzberg (Berlin, Đức)